# Нигматуллин, Руслан Каримович
Русла́н Кари́мович Нигмату́ллин (тат. Руслан Кәрим улы Нигъмәтуллин; род. 7 октября 1974, Казань) — российский футболист и вратарь, телеведущий. Участник чемпионата мира 2002 года в составе сборной России по футболу. В настоящее время — бизнесмен в сфере недвижимости и DJ.

## Биография

### Игровая карьера
Воспитанник казанской ДЮСШ «Ракета» (команда «Электрон»). Первый тренер — Ильдар Яруллович Гибадуллин.
Выступал за «КАМАЗ» Набережные Челны (1992—1994). В июле 1993 года участвовал в составе студенческой сборной России (сформированной из игроков «КАМАЗа») на Летней Универсиаде в Буффало (2 матча, 1 из них — в поле). Из «КАМАЗа» перешёл в столичный «Спартак». При уходе из «КАМАЗа» к Нигматуллину были претензии со стороны местных криминальных структур, но все вопросы удалось благополучно решить.
В середине сезона мы приехали на матч со «Спартаком», а они тогда всем отгружали по пять, по шесть. Четверик понял, что шансов нет, и поставил Нигму, а тот вытащил все, что можно. Он сразу понравился Романцеву, его потянули в Москву, но наехали татарстанские авторитеты: «Ты куда собрался? Мы тебе голову отрежем». Кроме «Спартака», его хотело «Динамо», чей президент Николай Толстых спас Нигму, спрятав на базе в Новогорске: «Будешь здесь жить, пока все не уляжется». А в конце Нигма сказал: «Спасибо, Николай Александрович, я пошел в «Спартак». Толстых обалдел.Глеб Панфёров
В московский «Спартак» пришёл в 1995 году, заключил контракт до 2000 года. Однако с ходу занять место в основе не сумел — как сам признавался, из-за психологических проблем. Все это приводило к невынужденным ошибкам в ответственные моменты игр. Основным вратарем так и не стал и по окончании сезона 1997 перешёл в «Локомотив» (Москва), где играл в 1998—2001, 2003—2004 годах. В 1999—2000 годах не пропускал на протяжении 939 минут в чемпионате, установив новый рекорд, рекордная сухая серия продержалась 17 лет.
Важной вехой в карьере Нигматуллина за «Локомотив» стала игра 8 сентября 2001 года в квалификации Лиги чемпионов УЕФА против австрийского «Тироля» в Инсбруке — это была переигровка ответной встречи, которая состоялась после протеста австрийской стороны. По ходу матча австрийцы нанесли 16 ударов по воротам, из которых 11 пришлось в створ, но забили только один раз усилиями Ежи Бженчека. Нигматуллин отразил несколько сложнейших ударов в течение матча и во многом своей игрой позволил «Локомотиву» по сумме двух встреч выйти в групповой этап Лиги чемпионов.
В начале 2002 года перешёл в итальянский клуб «Верону» со скандалом — клубы не могли договориться о компенсации за переход. Но после перехода вратарь не играл за клуб:
Помню, как на 70 минут вынужденно встал в ворота, проявил себя – и снова оказался в запасе. Тот год, который я провел в «Вероне», стал для меня личной трагедией.
Поэтому уже летом вратарь возвращается в Россию — в ЦСКА, где до конца сезона становится основным вратарём.
В начале 2003 года возвращается в Италию — в клуб «Салернитана», но уже через полгода снова в России — в «Локомотиве» (Москва), где становится запасным вратарём под Сергеем Овчинниковым. В 2005 году переходит в «Терек», где объявил о завершении карьеры игрока.
На протяжении 2,5 лет занимался бизнесом и спортивной журналистикой. 27 мая 2008 года объявил о возвращении в большой футбол. После просмотров в нескольких клубах Нигматуллин решил заключить контракт с ростовским СКА, игравшим тогда в Первом дивизионе.
По окончании сезона 2008 подписал контракт с «Анжи», но, так и не сыграв ни единого матча за дагестанцев, подписал 20 марта 2009 года контракт с командой «Локомотив-2», выступающей во Втором дивизионе и являющейся фарм-клубом ФК «Локомотив» Москва. В «Локомотиве-2» Нигматуллин играл попеременно с Александром Криворучко, заявлял, что надеется вернуться в основную команду.
9 июля 2009 года «Локомотив-2» и Нигматуллин по обоюдному согласию расторгли контракт. Затем играл за израильский клуб «Маккаби Ахи», с которым подписал контракт на год. 11 ноября 2009 года Руслан Нигматуллин принял решение завершить карьеру.

### Музыкальная карьера
В детстве помимо футбола Руслан увлекался музыкой, учился в музыкальной школе по классу классической гитары. Это и повлияло на выбор дальнейшего профессионального пути после большого спорта.
После окончания футбольной карьеры Нигматуллин заявил о себе как музыкант и диджей дебютным танцевальным синглом «Symphony». Композиция очень быстро завоевала высокие позиции в радио-чартах, а Руслана стали активно приглашать на гастроли. За 8 лет гастрольной деятельности он провёл более 400 выступлений в городах России и мира, чем вызвал большой интерес к себе как к диджею у зарубежных промоутеров.
Выступления Руслана Нигматуллина проходят в США, странах Европы, Израиле, Турции. Работает диджеем на мероприятиях разного формата и масштаба, в том числе играл на открытии стадиона «Открытие Арена» в 2014 году.
Работает в стилях: Club House, Deep House, Disco House, Dutch House, Electro House, Electro Progressive, Progressive House, Vocal House.

### Телевизионная карьера
С 29 августа 2016 года по 14 июня 2018 года вёл программу «Легенды спорта» на телеканале «Звезда».
В 2016 был комментатором на телеканале «Матч ТВ».
В феврале 2022 года стал участником второго сезона шоу «Звёзды в Африке» на телеканале «ТНТ».

### Спортивные проекты
В 2013 году Нигматуллин открыл школу вратарей в Москве.
Ещё один спортивный проект — выездная Футбольная академия Руслана Нигматуллина, которая ежегодно в период майских праздников и летних каникул проходит в Турции.

### Управленческая  деятельность
В июне 2020 был назначен спортивным директором футбольного клуба «Металлург» (Липецк).

## Личная жизнь
В 1996 году женился на Елене, ставшей дизайнером. В браке родились двое сыновей — Руслан и Марсель. В 2023 году супруги расстались, бракоразводный процесс продолжается.

## Достижения

### Командные
«Спартак» (Москва)
- Чемпион России (2): 1996, 1997
- Бронзовый призёр чемпионата России: 1995

«Локомотив» (Москва)
- Чемпион России: 2004
- Обладатель Кубка России (2): 1999/00, 2000/01
- Серебряный призёр чемпионата России (3): 1999, 2000, 2001
- Бронзовый призёр чемпионата России: 1998

ЦСКА (Москва)
- Серебряный призёр чемпионата России: 2002

### Личные
- В списках 33 лучших футболистов чемпионата России (5): № 1 — 2000, 2001; № 2 — 1998, 1999, 2002
- Лучший вратарь чемпионата России по оценкам «Спорт-Экспресс» (2): 1999 (ср. оценка — 5,99), 2001 (ср. оценка — 6,17)
- Лучший футболист России (по результатам опроса газеты «Спорт-Экспресс»): 2001
- Лучший футболист России (по результатам опроса еженедельника «Футбол»): 2001
- Лучший спортсмен России 2001
- «Вратарь года»: 2000, 2001